# Rolandas Džiaukštas
Rolandas Džiaukštas (ur. 1 kwietnia 1978 w Kłajpedzie) – litewski piłkarz grający na pozycji środkowego obrońcy.

## Kariera klubowa
Džiaukštas pochodzi z Kłajpedy. Jest wychowankiem klubu Alsa Wilno. W sezonie 1995/1996 występował w pierwszej lidze, a po sezonie przeszedł do Žalgirisu-Volmeta Wilno, a w sezonie 1997/1998 klub ten zmienił nazwę na Gelezinis Vilkas. Natomiast w sezonie 1998/1999 występował Žalgirisie Wilno, z którym wywalczył mistrzostwo Litwy.
Na początku 1999 roku Rolandas przeszedł do rosyjskiej Bałtiki Kaliningrad, z którą przez dwa sezony występował w Pierwszej Dywizji. W 2001 roku trafił do Saturna Ramienskoje, gdzie miał pewne miejsce w podstawowym składzie i w pierwszym sezonie zajął z nim 6. miejsce w Premier Lidze. W 2002 roku powtórzył to osiągnięcie, a w 2003 po straceniu miejsca w składzie Saturna przeniósł się do Torpeda-Metallurg Moskwa i pomógł mu w utrzymaniu w lidze. W 2004 roku klub ten zmienił nazwę na FK Moskwa, a Džiaukštas występował w nim do lata 2005 i wtedy powrócił do Saturna, gdzie stał się rezerwowym obrońcą. Zarówno w 2005, jak i 2006 roku, zajmował z nim 11. pozycję w lidze.
W 2009 roku zakończył piłkarską karierę.
| Sezon   | Klub                     | Kraj  | Rozgrywki               | Mecze | Bramki |
| ------- | ------------------------ | ----- | ----------------------- | ----- | ------ |
| 1995/96 | JR Alsa Kłajpeda         | Litwa | A Lyga                  | 13    | 0      |
| 1996/97 | Žalgiris-Volmeta Wilno   | Litwa | A Lyga                  | 26    | 0      |
| 1997/98 | Gelezinis Vilkas Wilno   | Litwa | A Lyga                  | 29    | 1      |
| 1998/99 | Žalgiris Wilno           | Litwa | A Lyga                  | 12    | 0      |
| 1999    | Bałtika Kaliningrad      | Rosja | Rosyjska Premier Liga   | 34    | 0      |
| 2000    | Bałtika Kaliningrad      | Rosja | Rosyjska Premier Liga   | 35    | 3      |
| 2001    | Saturn Ramienskoje       | Rosja | Rosyjska Premier Liga   | 29    | 0      |
| 2002    | Saturn Ramienskoje       | Rosja | Rosyjska Premier Liga   | 20    | 0      |
| 2003    | Saturn Ramienskoje       | Rosja | Rosyjska Premier Liga   | 2     | 0      |
| 2003    | Torpedo-Metallurg Moskwa | Rosja | Rosyjska Premier Liga   | 13    | 0      |
| 2004    | FK Moskwa                | Rosja | Rosyjska Premier Liga   | 19    | 0      |
| 2005    | FK Moskwa                | Rosja | Rosyjska Premier Liga   | 5     | 0      |
| 2005    | Saturn Ramienskoje       | Rosja | Rosyjska Premier Liga   | 10    | 0      |
| 2006    | Saturn Ramienskoje       | Rosja | Rosyjska Premier Liga   | 17    | 0      |
| 2007    | Saturn Ramienskoje       | Rosja | Rosyjska Premier Liga   |       |        |
|         |                          |       | Łącznie w A Lydze       | 80    | 1      |
|         |                          |       | Łącznie w Premier Lidze | 115   | 0      |

## Kariera reprezentacyjna
W reprezentacji Litwy Džiaukštas zadebiutował 19 sierpnia 1998 roku w przegranym 0:3 towarzyskim spotkaniu z Białorusią. Od tego czasu stał się podstawowym obrońcą narodowej drużyny Litwy.